# Camilla Pedersen
Camilla Pedersen (Esbjerg, 8 de junio de 1983) es una deportista danesa que compitió en triatlón.
Ganó cuatro medallas en el Campeonato Mundial de Triatlón de Larga Distancia entre los años 2012 y 2015, y una medalla en el Campeonato Europeo de Triatlón de Larga Distancia de 2011. Además, obtuvo dos medallas en el Campeonato Europeo de Triatlón de Media Distancia en los años 2013 y 2017.
En Ironman logró una medalla en el Campeonato Europeo de 2013, y en Ironman 70.3 consiguió dos medallas en el Campeonato Europeo en los años 2015 y 2021.

## Palmarés internacional
| Campeonato Europeo | Campeonato Europeo  | Campeonato Europeo | Campeonato Europeo |
| Año                | Lugar               | Medalla            | Prueba             |
| ------------------ | ------------------- | ------------------ | ------------------ |
| 2013               | Barcelona (España)  | Medalla de oro     | Individual         |
| 2017               | Herning (Dinamarca) | Medalla de oro     | Individual         |

| Campeonato Mundial | Campeonato Mundial  | Campeonato Mundial | Campeonato Mundial |
| Año                | Lugar               | Medalla            | Prueba             |
| ------------------ | ------------------- | ------------------ | ------------------ |
| 2012               | Vitoria (España)    | Medalla de plata   | Individual         |
| 2013               | Belfort (Francia)   | Medalla de plata   | Individual         |
| 2014               | Weihai (China)      | Medalla de oro     | Individual         |
| 2015               | Motala (Suecia)     | Medalla de plata   | Individual         |
| Campeonato Europeo |                     |                    |                    |
| Año                | Lugar               | Medalla            | Prueba             |
| 2011               | Tampere (Finlandia) | Medalla de oro     | Individual         |

| Campeonato Europeo | Campeonato Europeo   | Campeonato Europeo | Campeonato Europeo |
| Año                | Lugar                | Medalla            | Prueba             |
| ------------------ | -------------------- | ------------------ | ------------------ |
| 2013               | Fráncfort (Alemania) | Medalla de oro     | Individual         |

| Campeonato Europeo | Campeonato Europeo   | Campeonato Europeo | Campeonato Europeo |
| Año                | Lugar                | Medalla            | Prueba             |
| ------------------ | -------------------- | ------------------ | ------------------ |
| 2015               | Wiesbaden (Alemania) | Medalla de oro     | Individual         |
| 2021               | Elsinor (Dinamarca)  | Medalla de bronce  | Individual         |